# Juri Semjonowitsch Konowalow

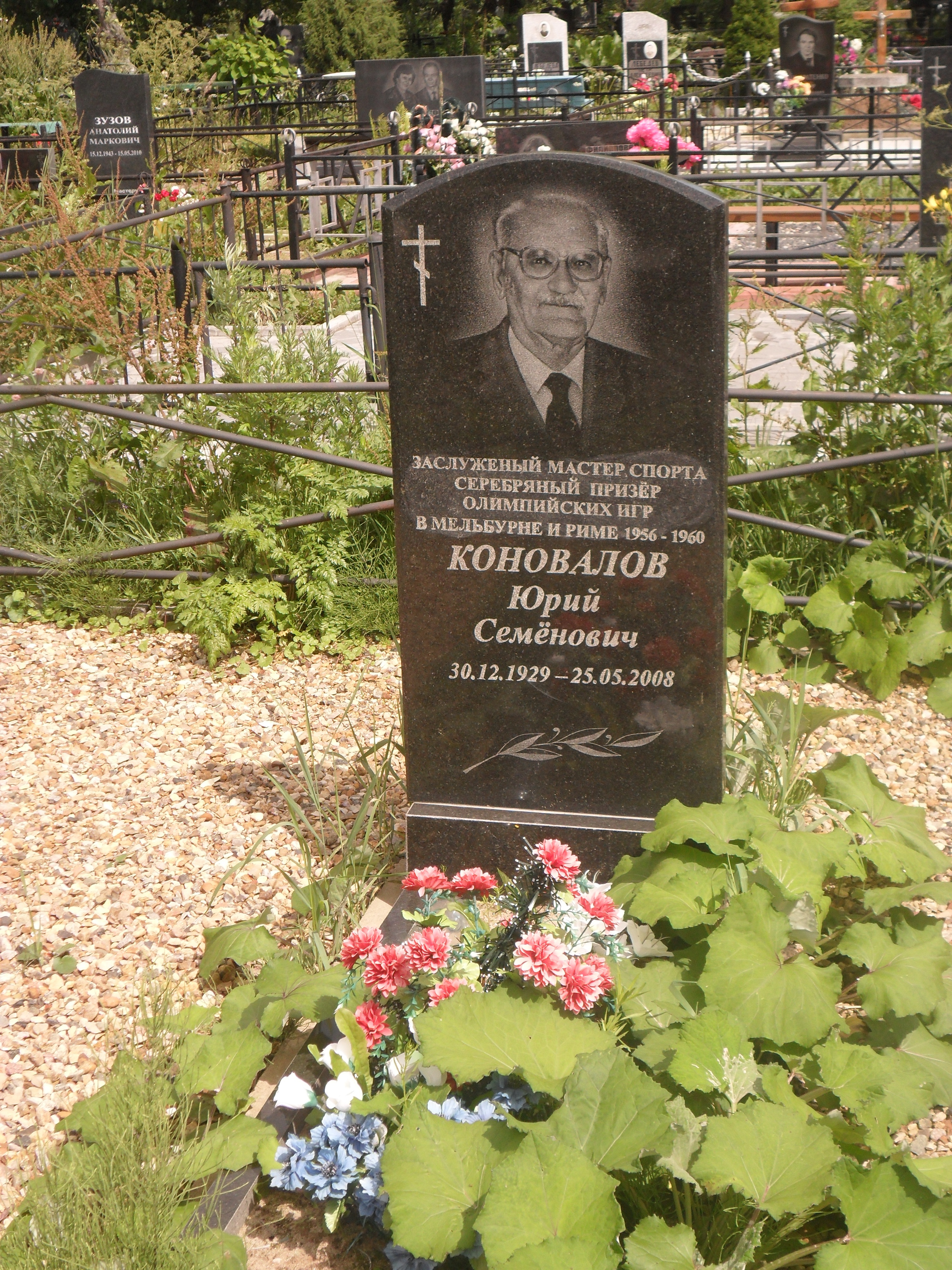
Grabstätte von Juri Konowalow

Juri Semjonowitsch Konowalow (russisch Юрий Семёнович Коновалов, engl. Transkription Yuriy Konovalov; * 30. Dezember 1929 in Baku; † 25. Mai 2008 in Smolensk) war ein sowjetischer Sprinter, der seine größten Erfolge in der 4-mal-100-Meter-Staffel hatte.
Mit der sowjetischen Mannschaft gewann er jeweils die Silbermedaille bei den Olympischen Spielen 1956 in Melbourne und 1960 in Rom. Als Einzelstarter erreichte er 1956 über 100 m das Halbfinale und schied über 200 m im Vorlauf aus. 1960 kam er über beide Distanzen ins Viertelfinale.
Bei den Leichtathletik-Europameisterschaften 1958 in Stockholm holte er mit der sowjetischen Stafette Bronze.